# Parpi

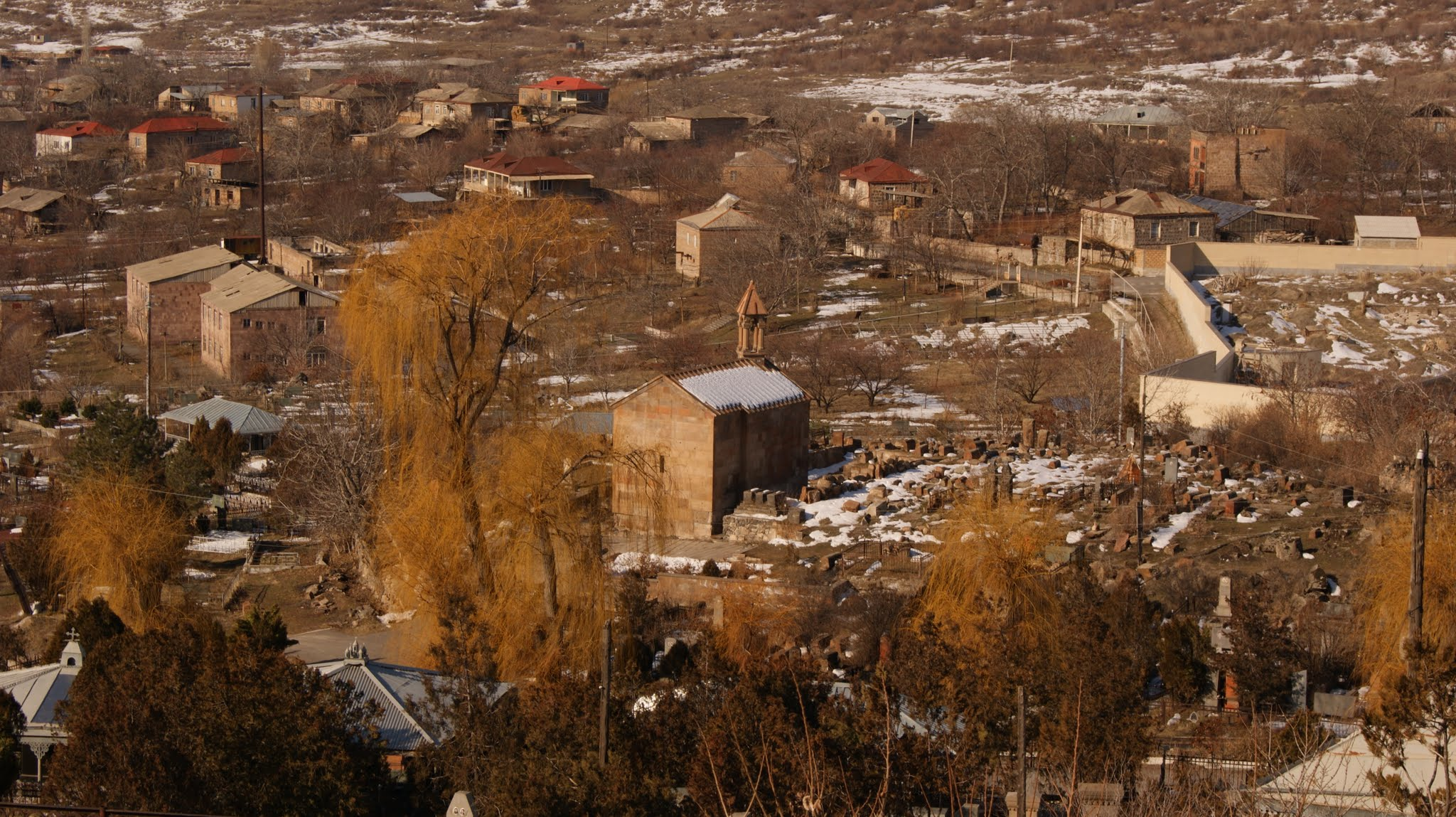
S. Grigor Lusavorich-Kirche in Parpi.

Parpi (auch: P’arpi armenisch Փարպի) ist ein Dorf in der Provinz Aragazotn von Armenien.

## Geographie
Der Ort liegt nordwestlich und oberhalb von Aschtarak, dem alten Bischofssitz, an einem kleinen Zufluss des Flusses Kasakh (Քասախ) in der Verwaltungseinheit Ashtaraki Shrjan. Zusammen mit den Ortsteilen Bazmaghbyur (Բազմաղբյուր) und Ghazaravan (Ղազարավան) liegt er in einem Talkessel der von den Ausläufern des Aragaz (Արագած) im Norden gebildet wird. Das Gelände steigt von dort zunächst bis auf 2000 m an. Im Süden verläuft die Straße M 1. Im Ort steht die Tsiranavor-Kirche aus dem 5. Jahrhundert mit Erweiterungen aus dem 7. und 10. Jahrhundert. Außerdem gibt es die S. Grigor Lusavorich Kirche (Gregor der Erleuchter) und die Targmanchats Kirche (Սուրբ Թարգմանչաց, Kirche der Heiligen Übersetzer – Mesrop Maschtoz und Isaak der Große). Die Targmanchats Kirche wurde auf einem älteren Vorgängerbau im 10./11. Jahrhundert erbaut. Sie steht im mittelalterlich-modernen Friedhof auf einem Hügel im Osten.
In der Nähe befindet sich auch eine Höhle mit einem Tor, die im 16. und 18. Jahrhundert als Zufluchtsort gedient hatte.

## Geschichte
Der Chronist des 6. Jahrhunderts, Ghasar Parpezi wurde um 442 in Parpi geboren. Er ist bekannt für seine Geschichte Armeniens. Im Oktober 1734 kam Abraham von Kreta im Auftrag des Katholikos Abraham II. von Armenien (Աբրահամ Բ Խոշաբեցի) in den Ort. Er schrieb:

„Am nächsten Tag, gingen wir, auf meinen Wunsch, nach Parpi und von dort nach Karbi (Կարբի), wo wir die Nacht in den Häusern von Paron Khachatur und Paron Ohazar verbrachten. Am nächsten Tag reisten wir nach Mughni um die Kirche des Hl. Gregors zu besuchen. Melik Hakobjan, der uns begleitete, fühlte sich nicht wohl und wir verbrachten die Nacht dort. Am Morgen, nach dem Gottesdienst, gingen wir nach Oschakan. Melik reiste weiter nach Jerewan über Jeghward, aber wir verbrachten die Nacht dort. Wir brachen im Morgengrauen auf und erreichten das Heilige Etschmiadsin.“

Das Dorf wird ebenfalls in einer Inschrift aus dem 13. Jahrhundert an der Südmauer der Katoghike-Kirche des Astvatsnkal-Klosters im Dorf Hartavan erwähnt:

„Durch die Gnade und Barmherzigkeit Gottes, baute ich, Kurd, Fürst der Fürsten, Sohn des großen Vache, und meine Frau Khorishah, Tochter des Marzban, die Heilige Katoghike zum Gedenken an unsere Seelen. Wir haben sie mit allen Arten kostbaren Schmuckes ausgestattet und einen Garten dafür erworben in Parpi, jungfräuliches Land in Oschakan, einen Garten in Karbi, einen Wohnplatz (?) und drei Herbergen im Jahr 693 (1244).“

## Söhne und Töchter
- Nasar Albarjan (1943–2021), Ringer

## Galerie

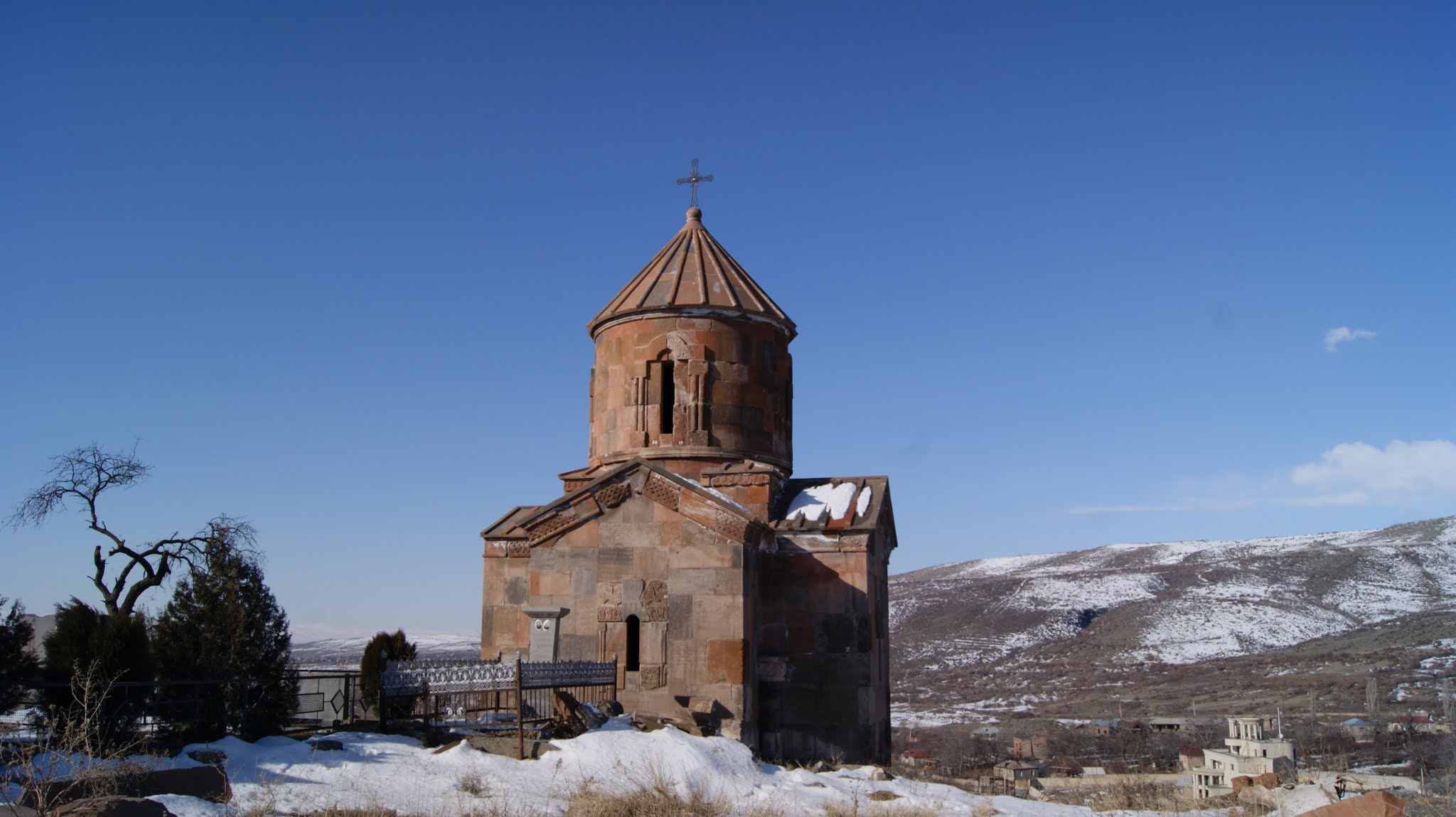
Targmanchats-Kirche, 7. Jh.
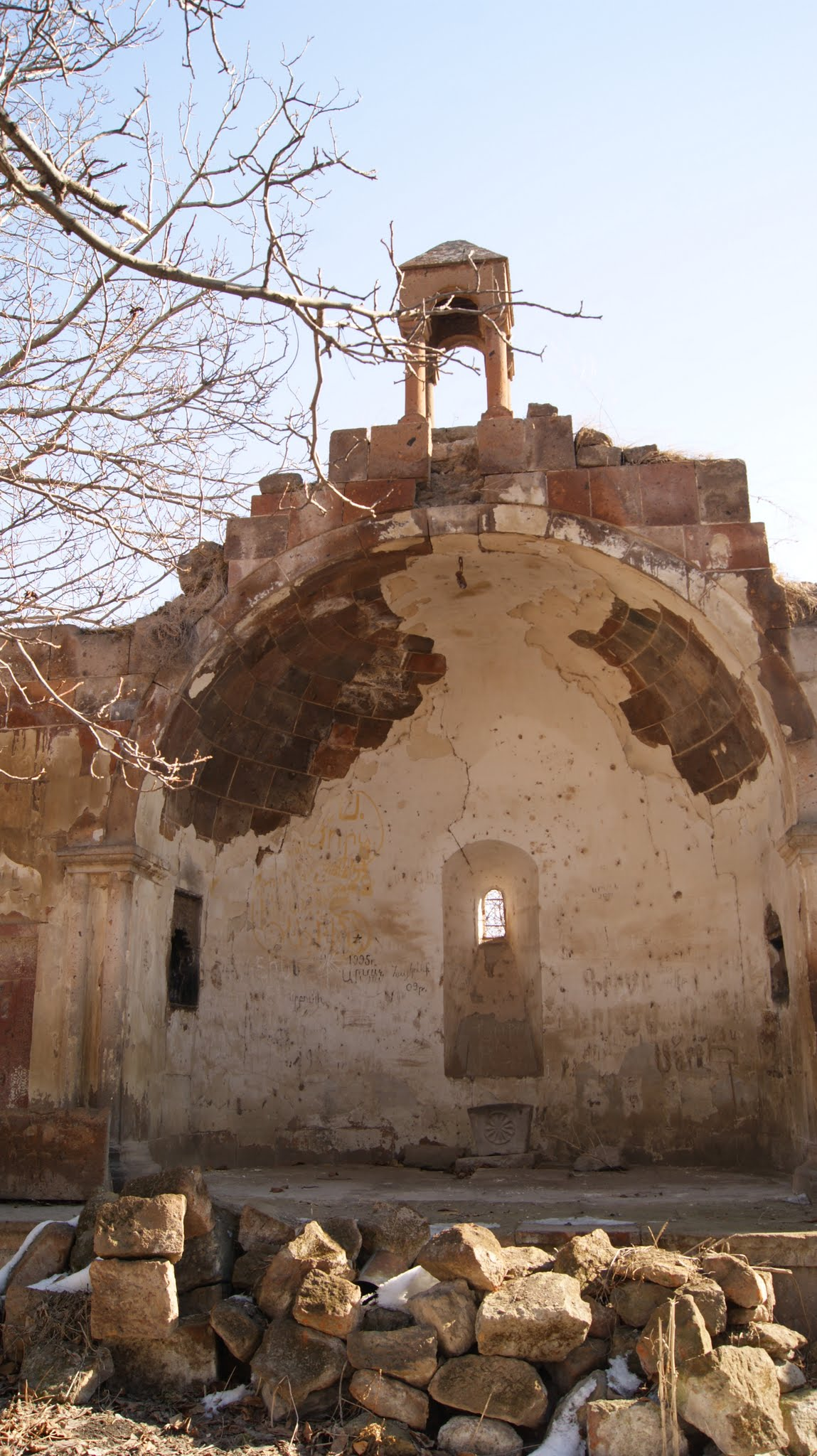
Tsiranavor-Kirche, 5. Jh.
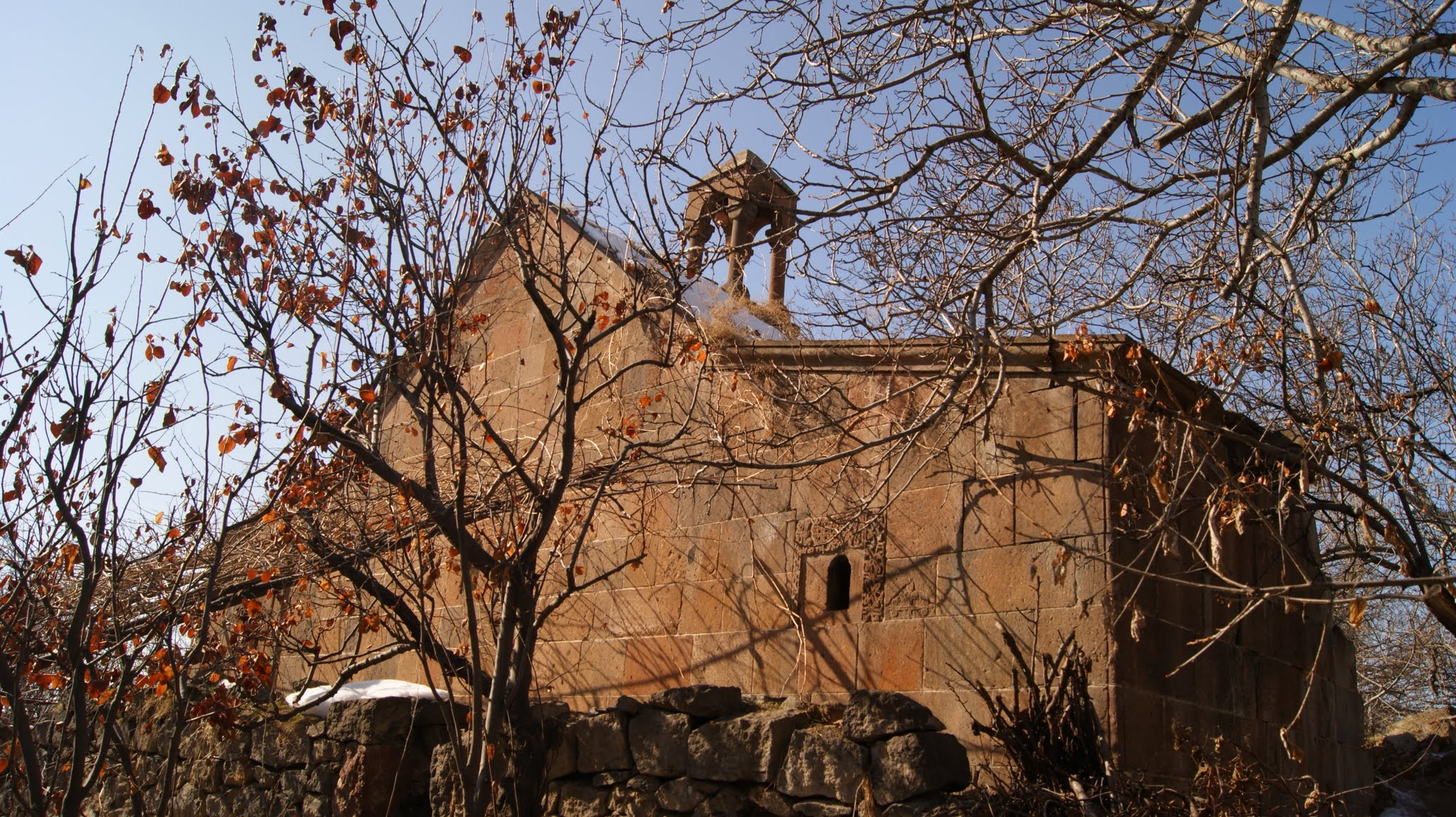
Tsiranavor-Kirche, 5. Jh.
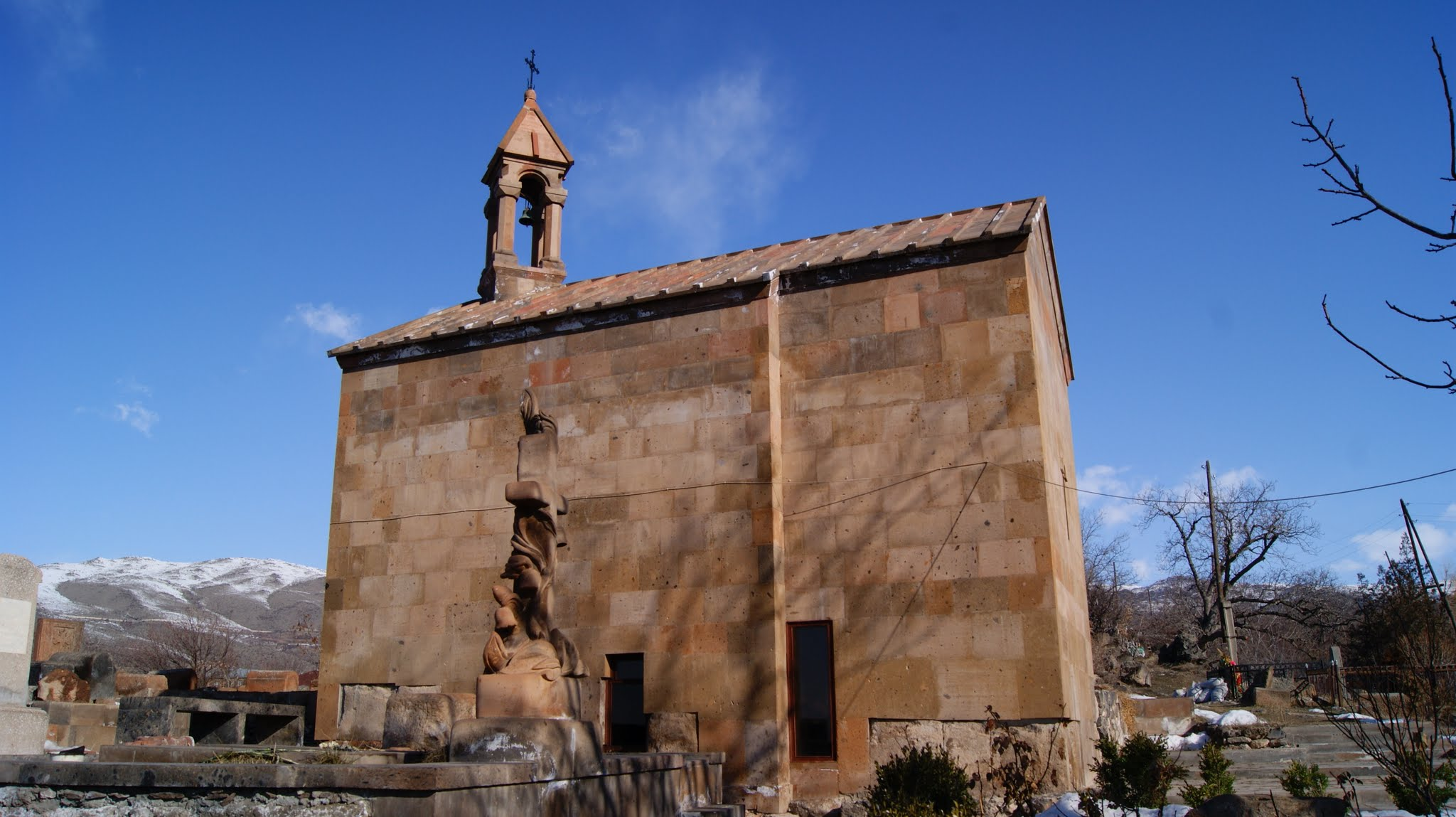
S. Grigor Lusavorich-Kirche
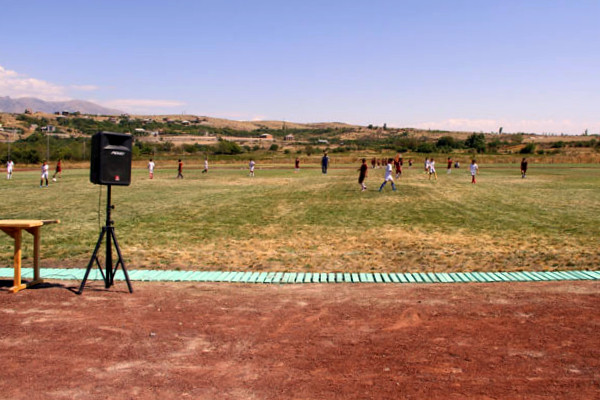
Parpi Stadium, eröffnet 2013